# Alyssum hajastanum
Alyssum hajastanum là một loài thực vật có hoa trong họ Cải. Loài này được Avet. mô tả khoa học đầu tiên năm 1961.